# Gante-Wevelgem 1989
La Gante-Wevelgem 1989 fue la 51.ª edición de la carrera ciclista Gante-Wevelgem y se disputó el 5 de abril de 1989 sobre una distancia de 276 km.  
El vencedor fue el holandés Gerrit Solleveld (Superconfex-Yoko) se impuso en la prueba. El británico Sean Yates y el danés Rolf Sørensen fueron segundo y tercero respectivamente.

## Clasificación final
| Posición | Ciclista          | Equipo             | Tiempo   |
| -------- | ----------------- | ------------------ | -------- |
| 1        | Gerrit Solleveld  | Superconfex-Yoko   | 6h29'00" |
| 2        | Sean Yates        | 7-Eleven           | s.t.     |
| 3        | Rolf Sørensen     | Ariostea           | a 11"    |
| 4        | Eric Vanderaerden | Panasonic          | s.t.     |
| 5        | Frank Pirard      | Histor-Sigma       | s.t.     |
| 6        | Dirk De Wolf      | Hitachi            | s.t.     |
| 7        | Adriano Baffi     | Ariostea           | s.t.     |
| 8        | Wilfried Peeters  | Histor-Sigma       | s.t.     |
| 9        | Jan Van Camp      | Mini Flat-Isoglass | s.t.     |
| 10       | Jozef Lieckens    | Hitachi            | s.t.     |